# Paweł Genda
Paweł Genda (* 6. Februar 1994 in Ozimek, Polen) ist ein ehemaliger polnischer Handballspieler, der zuletzt beim deutschen Zweitligisten VfL Lübeck-Schwartau unter Vertrag stand.

## Karriere
Paweł Genda spielte anfangs in seiner Geburtsstadt bei MGTS Siódemka Ozimek. Ab dem Jahre 2010 lief der Rückraumspieler für SMS Gdańsk auf. Drei Jahre später schloss er sich dem polnischen Erstligisten MMTS Kwidzyn an. Nachdem Genda in viereinhalb Jahren 380 Treffer in 113 Erstligaspielen für MMTS Kwidzyn erzielt hatte, wechselte er zum Jahreswechsel 2017/18 zum deutschen Zweitligisten VfL Lübeck-Schwartau. Nach der Saison 2019/20 verließ er den VfL.
Genda lief für die polnische Juniorennationalmannschaft bei der U-20-Europameisterschaft 2012 auf. Am 8. Juni 2017 gab er sein Debüt für die polnische Nationalmannschaft. Bei einem Testspiel am 12. Dezember 2018 gegen Deutschland zog er sich einen Kreuzbandriss zu. Kurz nach seiner Genesung zog sich Genda im Oktober 2019 in einem Länderspiel eine weitere schwere Knieverletzung zu.